# Закон и порядок: Специальный корпус (сезон 4)

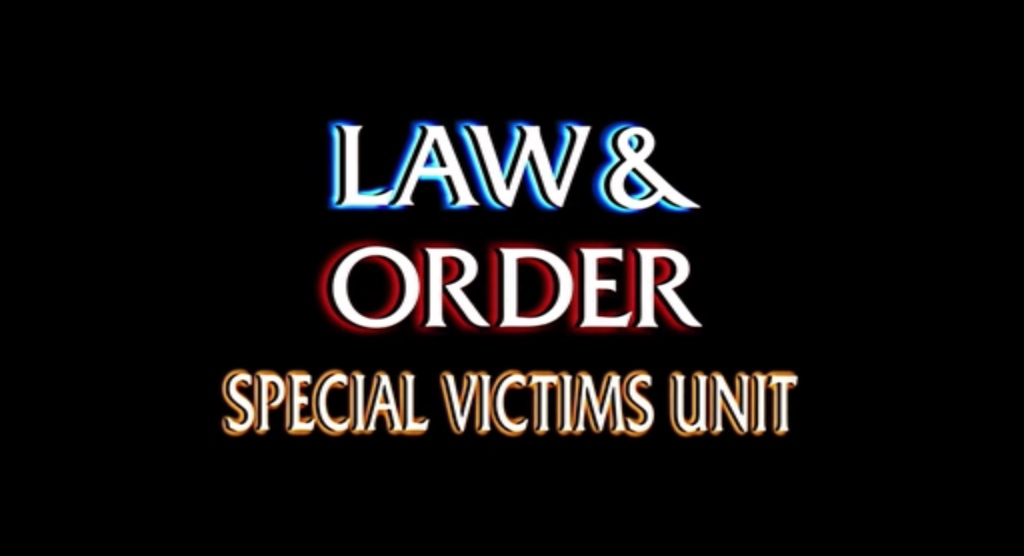

Премьера четвёртого сезона полицейского процедурала «Закон и порядок: Специальный корпус» состоялась 27 сентября 2002 года на американском телеканале NBC; заключительная серия сезона вышла в эфир 16 мая 2003 года. В общей сложности, четвёртый сезон состоял из двадцати пяти эпизодов.

## Актеры и персонажи

### Основной состав
- Кристофер Мелони — детектив Эллиот Стейблер
- Маришка Харгитей — детектив Оливия Бенсон
- Ричард Белзер — детектив Джон Манч
- Стефани Марч — помощник окружного прокурора Александра Кэбот
- Айс Ти — детектив Фин Тутуола
- Би Ди Вонг — доктор Джордж Хуанг
- Дэнн Флорек — капитан Дон Крейген

## Эпизоды
| № общий | № в сезоне | Название                              | Режиссёр             | Автор сценария                                                            | Дата премьеры    | Зрители в США (млн) |
| --- | ---------- | ------------------------------------- | -------------------- | ------------------------------------------------------------------------- | ---------------- | ------------------- |
| 67 | 1          | «Chameleon» «Хамелеон»                | Жан де Сегонзак      | Майкл Фазекас и Тара Баттерс                                              | 27 сентября 2002 | 14,9                |
| Детективы Оливия Бенсон и Эллиот Стейблер расследуют убийства проституток. Но вскоре их основной подозреваемый и сам оказывается убитым проституткой. Детективам предстоит выяснить, что превратило обычную проститутку в серийную убийцу. Оливия и Эллиот знакомятся с сестрой Пэк. - Приглашенные звезды: Сара Рамирес и Дайан Уист                                                    |            |                                       |                      |                                                                           |                  |                     |
| 68 | 2          | «Deception» «Обман»                   | Константин Макрис    | Майкл Фазекас и Тара Баттерс                                              | 4 октября 2002   | 15,2                |
| Ученица младших классов рассказывает детективами, что видела сводного брата в постели с мачехой обнаженными. Вскоре отца семейства находят мертвым на полу в своем доме, а под кроватью сына — окровавленная бита. Во время следствия пасынок и мачеха заключают брак. - История частично основана на реальных фактах - Приглашенные звезды: Шерилин Фенн, Дэниэл Саньята и Фрэнк Грилло |            |                                       |                      |                                                                           |                  |                     |
| 69 | 3          | «Vulnerable» «Уязвимые»               | Хуан Хосе Кампанелла | Лиза Мари Петерсен и Дон Денун                                            | 11 октября 2002  | 15,9                |
| Детективы расследуют появление ожогов от сигарет на теле пожилой дамы. В ходе следствия Бенсон и Стейблер обнаруживают преступника, совершающего отвратительные преступления против пожилых людей. - Приглашенная звезда: Мэри Кей Плейс. |            |                                       |                      |                                                                           |                  |                     |
| 70 | 4          | «Lust» «Вожделение»                   | Майкл Филдс          | Аманда Грин                                                               | 18 октября 2002  | 15,1                |
| В парке находят обезображенное тело женщины. Бенсон и Стейблер выясняют, что в обязанности убитой входило выявление пациентов с ВИЧ-инфекцией. - Приглашенная звезда: Кейт Леверинг. |            |                                       |                      |                                                                           |                  |                     |
| 71 | 5          | «Disappearing Acts» «Исчезающие акты» | Алекс Закржевски     | Джудит Маккрири                                                           | 25 октября 2002  | 16,5                |
| Исполнительного директора находят голой в подсобке конференц-зала. Женщину связали и жестоко изнасиловали. Однако, прямо в больничной палате её арестовывают федералы по обвинению в нескольких экономических преступлениях. А главный подозреваемый в нескольких изнасилованиях проходит по программе защиты свидетелей. - Приглашенные звезды: Джон Хёрд и Майкл Келли                 |            |                                       |                      |                                                                           |                  |                     |
| 72 | 6          | «Angels» «Ангелы»                     | Артур У. Форни       | Джонатан Грин и Роберт Ф. Кэмпбелл                                        | 1 ноября 2002    | 15,3                |
| В багажном отделении автобуса найден мертвый мальчик. Детективы находят убитым того, кто несколько лет систематически насиловал ребёнка. А потом выходят на целую сеть педофилов. |            |                                       |                      |                                                                           |                  |                     |
| 73 | 7          | «Dolls» «Куклы»                       | Дарнелл Мартин       | Аманда Грин                                                               | 8 ноября 2002    | 16,8                |
| На свалке найдено мумифицированное тело пятилетней девочки. Когда фото девочки обнародовали, в полицию обращается женщина с заявлением о пропаже дочери Нины. Девочки очень похожи, но убитая — не Нина… Детективы начинают искать педофила-психопата. - Приглашенная звезда: Сьюзан Миснер                                                                                              |            |                                       |                      |                                                                           |                  |                     |
| 74 | 8          | «Waste» «Отходы»                      | Донна Дейч           | Дон Денун и Лиза Мари Петерсен                                            | 15 ноября 2002   | 16,1                |
| Женщина, которая год находится в коме после автомобильной аварии, оказывается на шестой недели беременности. Детективы выясняют, что врач оплодотворял пациенток в коме спермой богатого клиента для получения стволовых клеток. - Приглашенные звезды: Брюс Дэвисон, Рэйн Уилсонr и Сьюзан Миснер                                                                                       |            |                                       |                      |                                                                           |                  |                     |
| 75 | 9          | «Juvenile» «Малолетки»                | Константин Макрис    | Майкл Фазекас и Тара Баттерс                                              | 22 ноября 2002   | 14,5                |
| Убита и изнасилована женщина, член клуба любителей марихуанны. В клуб объединяются те, кто страдает онкологией и употребляет наркотик для снятия боли. Под подозрение попадают ученики средней школы. - Приглашенная звезда: Иллеана Дуглас |            |                                       |                      |                                                                           |                  |                     |
| 76 | 10         | «Resilience» «Эластичность»           | Джойс Чопра          | Патрик Харбинсон                                                          | 6 декабря 2002   | 16,2                |
| Расследуя попытку самоубийства четырнадцатилетней девушки, детективы приходят в её семью. При всей благополучности, ситуация в ней явно нездоровая. |            |                                       |                      |                                                                           |                  |                     |
| 77 | 11         | «Damaged» «Испорченная»               | Хуан Хосе Кампанелла | Барби Клигман                                                             | 10 января 2003   | 16,6                |
| У умирающей от огнестрельного ранения шестилетней девочки обнаруживают венерическое заболевание. Семья решает отключить девочку от системы жизнеобеспечения, однако прокуроры добиваются запрета на это, чтобы продолжить расследовать изнасилование. - Приглашенная звезда: Эри Грейнор                                                                                                 |            |                                       |                      |                                                                           |                  |                     |
| 78 | 12         | «Risk» «Риск»                         | Хуан Хосе Кампанелла | Роберт Ф. Кэмпбелл и Джонатан Грин                                        | 17 января 2003   | 16,3                |
| Десятимесячный младенец умирает от передозировки кокаина, который был в баночке с детским питанием. Детективам предстоит выяснить, как он попал в дом биржевого брокера с Уолл-стрит. - Приглашенная звезда: Изабель Гиллис |            |                                       |                      |                                                                           |                  |                     |
| 79 | 13         | «Rotten» «Гниль»                      | Константин Макрис    | Джудит Маккрири                                                           | 24 января 2003   | 16,1                |
| Заключенный найден мертвым в собственной камере. Смерть наступила в результате содомии. Детективы выясняют, кто из полицейских мстит наркодилерам. - Приглашенная звезда: Уильям Мэйпотер |            |                                       |                      |                                                                           |                  |                     |
| 80 | 14         | «Mercy» «Сострадание»                 | Дэвид Платт          | Кристос Гейдж и Рут Флетчер                                               | 31 января 2003   | 15,5                |
| Тело месячной девочки нашли в ящике, который плавал в заливе. У ребёнка обнаруживают тяжелое генетическое заболевание. Детективы полагают, что это было убийством из сострадания. - Приглашенная звезда: Джадд Хирш |            |                                       |                      |                                                                           |                  |                     |
| 81 | 15         | «Pandora» «Пандора»                   | Алекс Закржевски     | Майкл Фазекас и Тара Баттерс                                              | 7 февраля 2003   | 15,5                |
| Жестоко изнасилована и убита женщина, её муж убит чуть позже в их квартире. Из квартиры пропал только винчестер от компьютера. На ноутбуке убитой оказывается большое количество детской порнографии. |            |                                       |                      |                                                                           |                  |                     |
| 82 | 16         | «Tortured» «Пытка»                    | Стив Шилл            | Лиза Мари Петерсен и Дон Денун                                            | 14 февраля 2003  | 14,5                |
| Найдена убитой женщина, которая прошла через пытки в родной стране — Тибете. Из множества подозреваемых детективы вычисляют извращенца, отрезавшего девушке ступню. - Приглашенные звезды: Иллеана Дуглас и Маргарет Колин |            |                                       |                      |                                                                           |                  |                     |
| 83 | 17         | «Privilege» «Привилегии»              | Жан де Сегонзак      | Патрик Харбинсон                                                          | 21 февраля 2003  | 15,0                |
| Детективы вызваны на место преступления — молодая женщина, одетая в униформу горничной, по видимому, покончила жизнь самоубийством. Но есть множество синяков, которые говорят о том, что её изнасиловали и столкнули с балкона пентхауса. - Приглашенная звезда: Сара Уэйн Кэллис |            |                                       |                      |                                                                           |                  |                     |
| 84 | 18         | «Desperate» «Доведенные до отчаяния»  | Дэвид Платт          | Аманда Грин                                                               | 14 марта 2003    | 17,0                |
| Во время вызова пожарные обнаруживают в квартире окровавленную женщину и маленького мальчика, её пасынка. Мальчик стал свидетелем жестокого сексуального насилия и убийства. Детективы выясняют, что в этой квартире они скрывались от жестокого и деспотичного мужа и отца. |            |                                       |                      |                                                                           |                  |                     |
| 85 | 19         | «Appearances» «Обманчивая внешность»  | Алекс Закржевски     | Сценарий: Стивен Белбер Сюжет: Лиз Фридман, Ванесса Плейс и Стивен Белбер | 28 марта 2003    | 15,8                |
| Тело изнасилованного девятилетнего ребёнка нашли в чемодане в автобусе. Детективы находят того, кто совершил это. Но в суде помощник прокурора обвиняет в содействии этому преступлению владельца сайта, рассылающего порнографические рассказы про детей. |            |                                       |                      |                                                                           |                  |                     |
| 86 | 20         | «Dominance» «Превосходство»           | Стив Шилл            | Роберт Ф. Кэмпбелл и Джонатан Грин                                        | 4 апреля 2003    | 15,8                |
| Хозяин особняка со своей невестой и пара их друзей изнасилованы, а потом убиты. Причем, насиловали как мужчин, так и женщин. А потом ещё одну немолодую пару находят убитыми и изнасилованными в парке. Преступник не насилует сам, а принуждает это делать своих жертв, угрожая пистолетом. - Приглашенные звезды: Фрэнк Ланджелла и Иэн Сомерхолдер                                    |            |                                       |                      |                                                                           |                  |                     |
| 87 | 21         | «Fallacy» «Заблуждение»               | Хуан Хосе Кампанелла | Сценарий: Барби Клигман Сюжет: Джош Котчефф и Барби Клигман               | 18 апреля 2003   | 14,8                |
| Девушка утверждает, что подверглась нападению на вечеринке. Однако, пока нападавшего оформяют в больницу, она сбегает, назвав полиции ложный адрес. - Приглашенные звезды: Кэтрин Мённиг и Майкл Лернер |            |                                       |                      |                                                                           |                  |                     |
| 88 | 22         | «Futility» «Компетентность»           | Алекс Закржевски     | Майкл Фазекас и Тара Баттерс                                              | 25 апреля 2003   | 13,5                |
| Мужчину обвиняют в четырёх изнасилованиях женщин в разных районах города. Суд считает имеющиеся доказательства достаточными для обвинения только по одному эпизоду. Последняя жертва боится своего насильника, он же готовится защищать себя в суде сам. - Приглашенная звезда: Фред Сэвидж                                                                                              |            |                                       |                      |                                                                           |                  |                     |
| 89 | 23         | «Grief» «Горе»                        | Константин Макрис    | Адиса Ива                                                                 | 2 мая 2003       | 14,0                |
| Студентка найдена изнасилованной и убитой около бара, в которой работала официанткой. Детективы выясняют, что у неё были отношения с начальником, который принуждал её к жестокому сексу. Отец девушки, воспитавший дочь в одиночку, очень переживает. - Приглашенные звезды: Джо Мортон, Виола Дэвис и Мишель Хикс                                                                      |            |                                       |                      |                                                                           |                  |                     |
| 90 | 24         | «Perfect» «Идеальный»                 | Рик Уоллес           | Джонатан Грин и Роберт Ф. Кэмпбелл                                        | 9 мая 2003       | 13,3                |
| Во время перестрелки с вооруженными грабителями, случайно убита четырнадцатилетняя чернокожая девочка. Однако вскрытие показывает, что мертва она была задолго до перестрелки. На ребёнке дешевая одежда и дорогое украшение из платины. - История частично основана на реальных фактах. - Приглашенные звезды: Барбара Бэрри, Кимберли Браун и Лаура Хэрринг                            |            |                                       |                      |                                                                           |                  |                     |
| 91 | 25         | «Soulless» «Бездушный»                | Чад Лоу              | Дон Денун и Лиза Мари Петерсен                                            | 16 мая 2003      | 13,7                |
| Молодая женщина доставлена в больницу без сознания и, по-видимому, изнасилована. К моменту прибытия детективов она заявляет, что никакого изнасилования не было. А потом и вовсе пропадает из палаты. - Приглашенная звезда: Маргарет Колин |            |                                       |                      |                                                                           |                  |                     |